# تبای
شهر تِبای یا تِبِس در استان یونان مرکزی در کشور یونان واقع شده است که دارای جمعیت ۳۶٬۴۷۷ نفر می‌باشد.
تبای بزرگ‌ترین شهر در منطقه باستانی بویوتیا بود و رهبری اتحاد بویوتی را برعهده داشت. شهر تبای نقش مهمی در اسطوره‌های یونانی بازی می‌کند به طوری که صحنه داستان‌های کادموس، ادیپ، دیونیسوس، و دیگر آثار ادبی کهن تبای بوده‌است.
تبای در دوران باستان رقیب اصلی آتن بود و شهر تبای در سال ۴۸۰ پیش از میلاد و در زمان حمله خشایارشا به جبهه ایران پیوست.

## در اسطوره یونانی
روایات مربوط به نخستین روزهای تبای در میان یونانیان به‌صورت مجموعه‌ای گسترده از افسانه‌ها حفظ شده بود که در پیچیدگی و تأثیرگذاری بر ادبیات دوران کلاسیک با اسطوره‌های تروا رقابت می‌کرد. پنج چرخه اصلی داستانی را می‌توان از یکدیگر متمایز کرد:
1. بنیان‌گذاری دژ کادمیا توسط کادموس و رشد اسپارتوی یا «مردان کاشته‌شده» (احتمالاً یک افسانه علت‌شناختی که برای توضیح منشأ اشرافیت تبای که در دوران تاریخی این نام را داشتند، ساخته شده بود).
2. قربانی شدن سمله و ظهور دیونیسوس.
3. ساخت دیواری با «هفت دروازه» توسط آمفیون و داستان‌های مرتبط با زثوس، آنتیوپه و دیرکه.
4. داستان لائوس که اعمال ناپسندش به تراژدی ادیپ و جنگ‌های هفت علیه تبای و اپیگونی و سقوط خاندانش انجامید.
5. دلاوری‌های هراکلس.

یونانیان بنیان‌گذاری تبای را به کادموس، پادشاه فنیقی از صور (واقع در لبنان امروزی) و برادر ملکه اروپا نسبت می‌دادند. کادموس به‌دلیل آموزش الفبای فنیقی و ساخت آکروپولیس که به افتخار او «کادمیا» نامیده شد و به مرکزی فکری، معنوی و فرهنگی تبدیل گردید، شهرت داشت.